# Pseudolynchnuris xanthorrhaphus
Pseudolynchnuris xanthorrhaphus is een keversoort uit de familie glimwormen (Lampyridae). De wetenschappelijke naam van de soort werd voor het eerst geldig gepubliceerd in 1865 door Kirsch.